# Airarat

Mapa de l'Armènia Major cap a l'any 150. Al mapa es veu l'Ararat al centre.

Airarat (en armeni Այրարատ) va ser una regió o província de l'antiga Armènia formada per territoris que es trobaven al nord i sud del riu Araxes, i al nord-est tocava al llac Sevan. Tenia les importants ciutats de Vagharxapat, Artàxata i Dvin.
Els seus districtes eren Terutuniq, Bassèn, Anpait Bassèn, Adeghianq, Havniq, Gabeqhianq, Bagrevand, Arxarunik, Shirak, Jataq, Kogovit, Masiatsun, Aragadzotn, Kotav, Vostan, Urtsadzor, Arats, Haiots, Mazaz, Varazruniq i Apahiunq (Nig).
En aquesta província hi havia també les ciutats de Vagharxapat (i propera la d'Erevan), Oixakan, Garní, Zarehavan, Bagaran, i Armavir.